# Bartholomäus Ziegenbalg

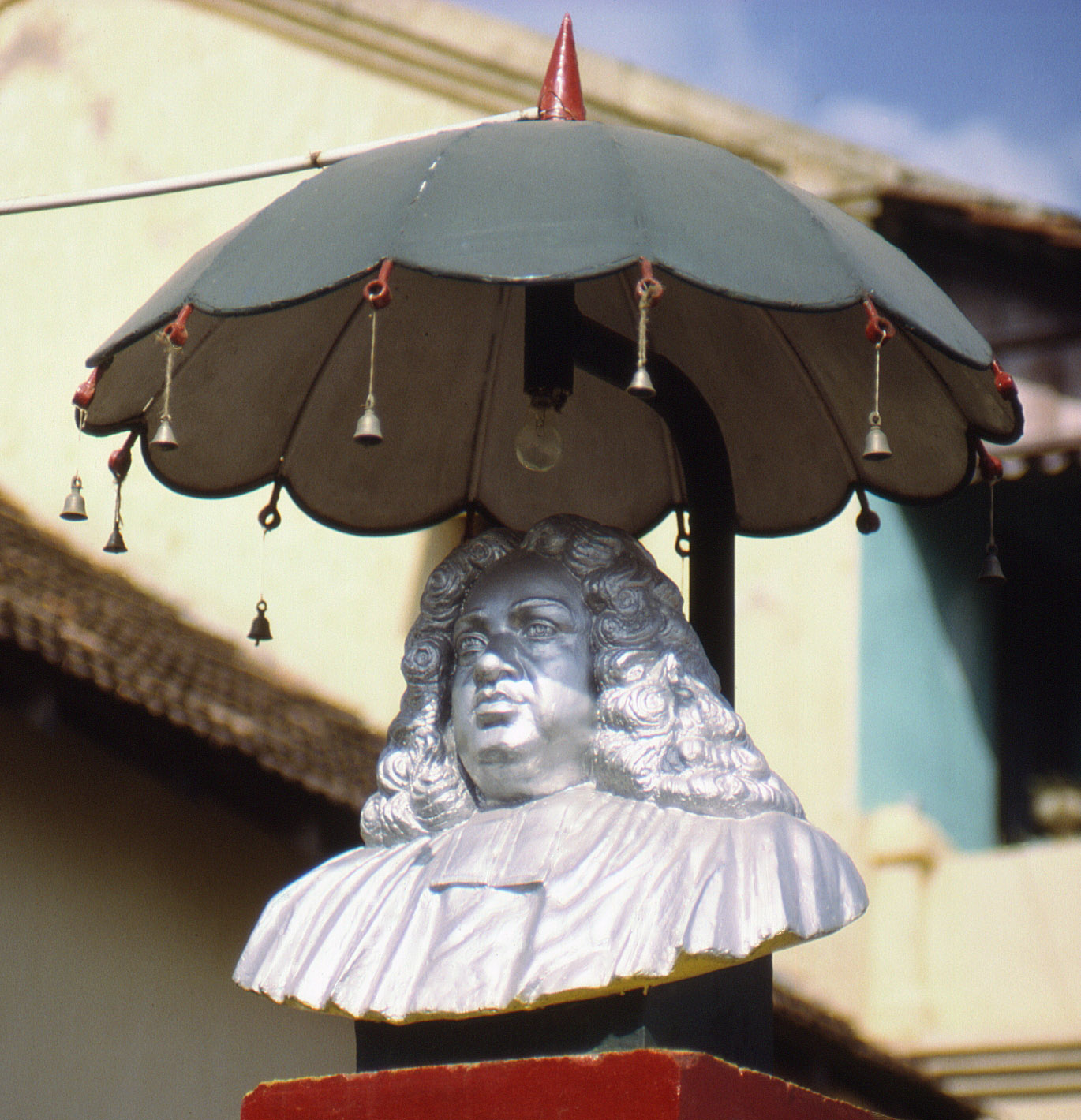
Monumento Bartholomäus Ziegenbalg em Tranquebar, Tamil Nadu, sul da Índia.

Bartholomäus Ziegenbalg foi um membro do clero luterano, sendo o primeiro missionário pietista da Índia.